# Platymantis biak
Espèce
Platymantis biak est une espèce d'amphibiens de la famille des Ceratobatrachidae.

## Répartition
Cette espèce est endémique de Luçon aux Philippines. Elle se rencontre vers 190 m d'altitude dans la province de Bulacan.

## Description
Les mâles mesurent de 32,3 à 39,9 mm et les femelles de 37,4 à 42,4 mm.

## Étymologie
Son nom d'espèce lui a été donné en référence au lieu de sa découverte, le parc national Biak-na-Bato.

## Publication originale
- Siler, Diesmos, Linkem, Diesmos & Brown, 2010 : A new species of limestone-forest frog, genus Platymantis (Amphibia:Anura:Ceratobatrachidae) from central Luzon Island, Philippines. Zootaxa, no 2482, p. 49-63.